# Mezquita de la Puerta de Zaragoza (Tudela)
La Mezquita de la "Puerta de Zaragoza" de Tudela (Navarra) fue una mezquita de la medina tudelana situada cerca de la puerta de la muralla que daba al camino de Zaragoza, y por ello llamada en el medievo como "Puerta de Zaragoza". 

## Descripción general
Poco se sabe de esta mezquita, tan solo que existía cerca de la "Puerta de Zaragoza". Se trataría de otra pequeña mezquita de barrio, probablemente de unos 600 m² o menos, con patio, oratorio y probable alminar. 

## Historia y cronología de construcción
Esta mezquita pudo ser construida a mediados del siglo IX durante la ampliación de la medina tudelana. Como mera suposición, podría deducirse que ocupó el mismo lugar que la posterior Iglesia de San Julián. El problema es que la ubicación exacta de esta parroquia tampoco se conoce, aunque algunos sugieren la posibilidad de que estuviera en la actual Calle de San Julián o en su continuación Calle Verjas, cerca de la Puerta de Zaragoza.